# Palazzo delle Palme

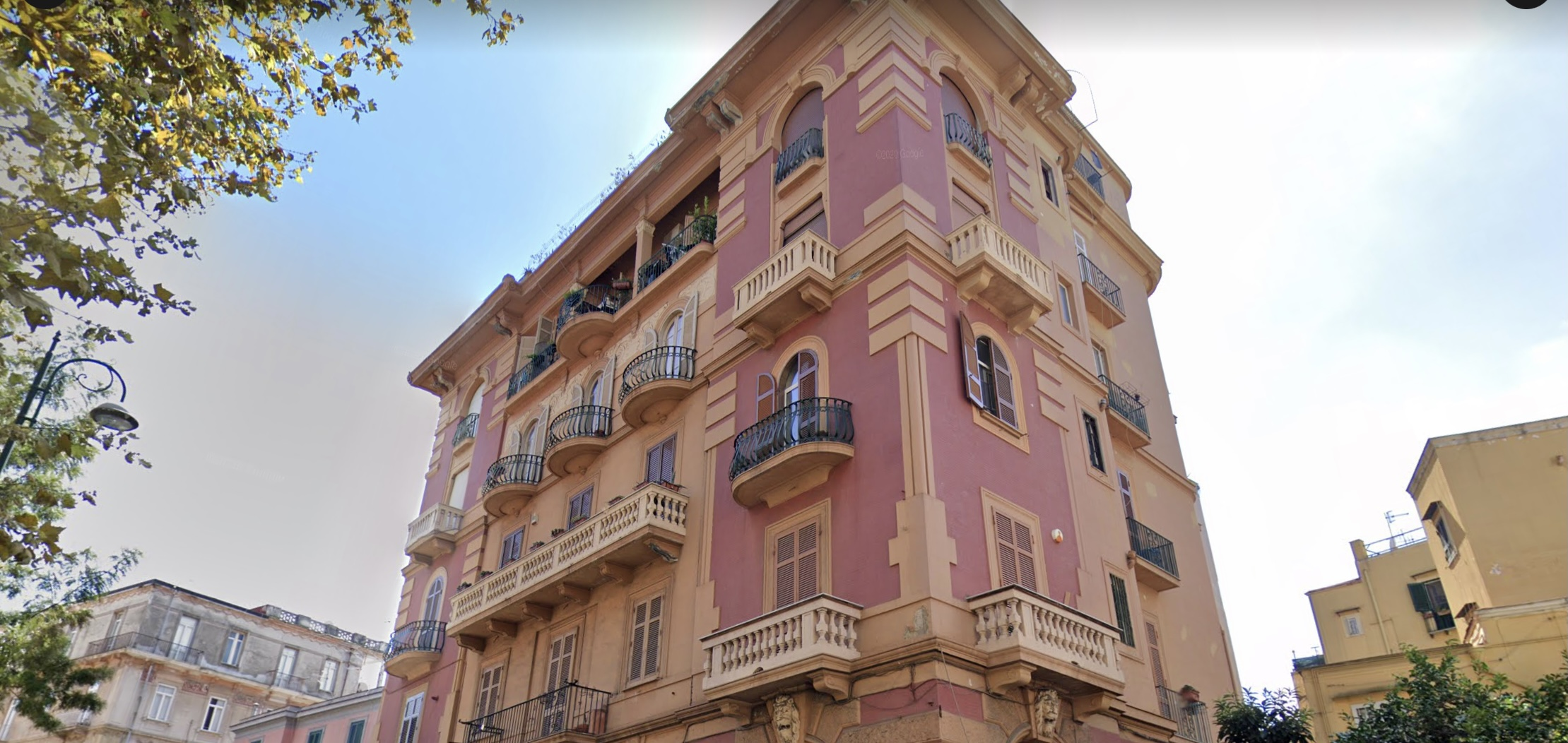
Palazzo delle Palme in Neapel

Der Palazzo delle Palme ist ein Palast aus den 1930er-Jahren im Viertel Vomero in Neapel in der italienischen Region Kampanien.

## Beschreibung

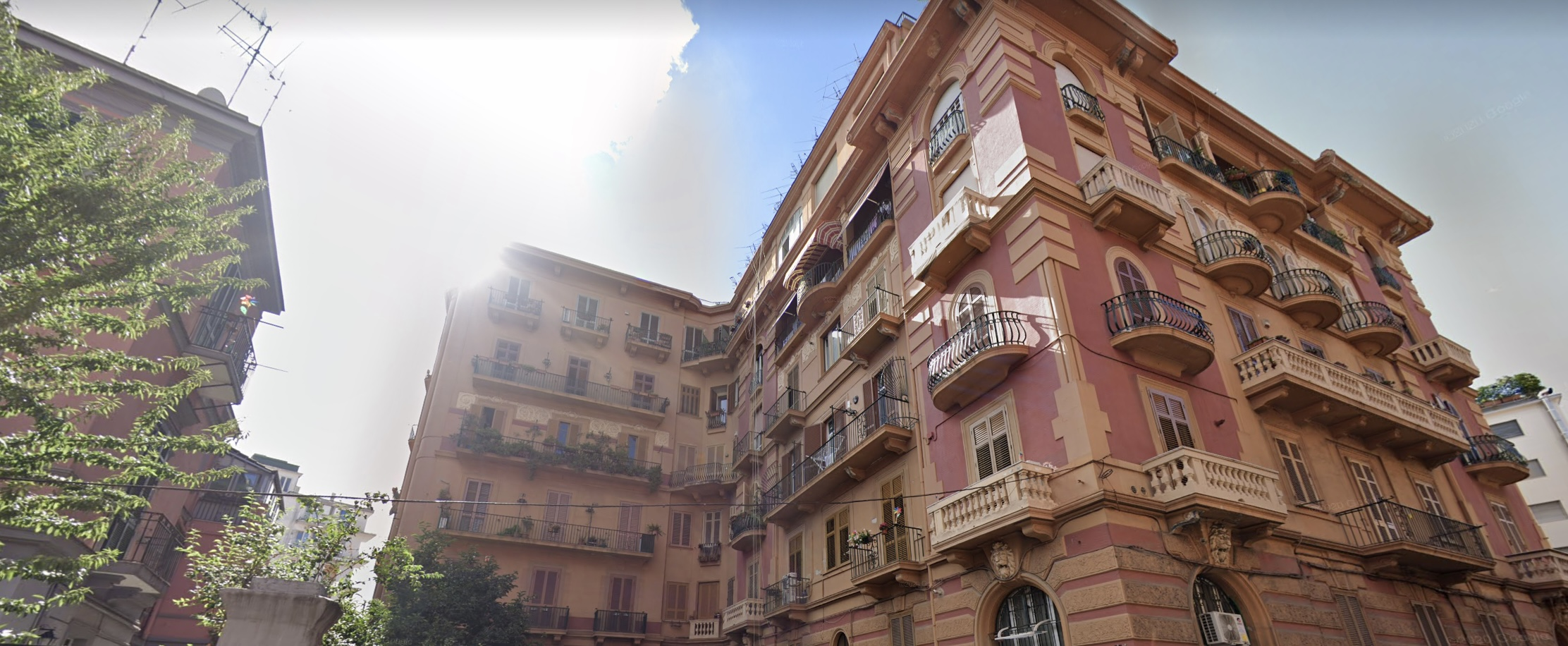
Garten des Mietshauses

Der im Stil der Neurenaissance mit eklektischen und Jugendstilelementen erbaute Palast liegt in der Via Aniello Falcone 32.
Die breiten Balkone im obersten Stockwerk des fünfstöckigen Gebäudes sind durch Pilaster gestützt und wechseln sich mit quadratischen und abgerundeten Formen aus verschiedenen Materialien ab. Der Palazzo delle Palme hat zwei Treppenhäuser: A und B. Die Treppen sind von einem baumbestandenen Innenhof aus zugänglich. Dort standen einst drei Palmen, wovon sich der Name des Palastes ableitet.
Interessante vergoldete Friese und Verzierungen schmücken den Palast. In den inneren Eingangsbereichen des heutigen Mietshauses wurden für den Fußboden farbige Riggiole (Bodenfliesen) benutzt. Auch weiße Marmorfliesen sind vorhanden.
Der Architekt, der das Gebäude projektiert hat, hat verschiedene Architekturstile verwendet, was den Komplex exzentrisch macht.